# تالولا فولز (جورجيا)
تالولا فولز (بالإنجليزية: Tallulah Falls, Georgia)‏ هي بلدة تقع في مقاطعة رابون, مقاطعة هابرشام بولاية جورجيا في الولايات المتحدة. تبلغ مساحتها 22.1 (كم²)، وترتفع عن سطح البحر 524 م، بلغ عدد سكانها 168 نسمة في عام 2010 حسب إحصاء مكتب تعداد الولايات المتحدة .

## وصلات خارجية
- The US50 - Cities and Towns in Georgia State
- Georgia Cities and Towns, Facts, Map, Flag, Colleges, Government, and More